# Louga

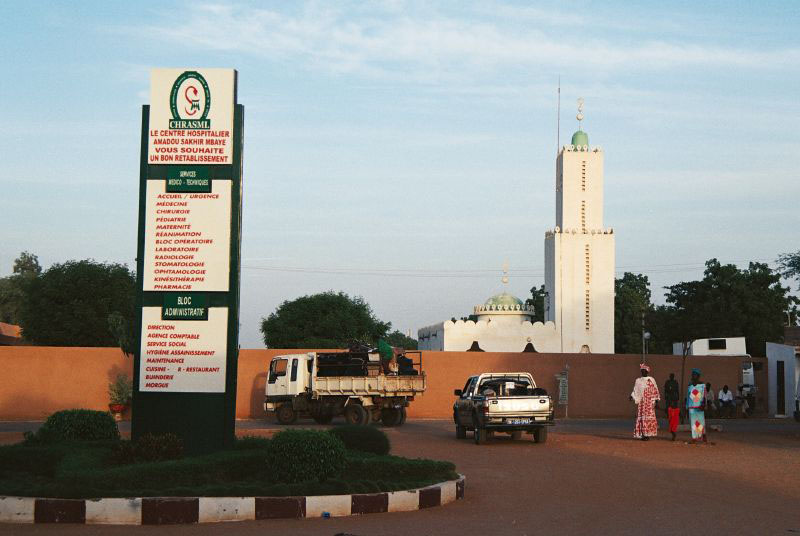
Sjukhus i Louga.

Louga är en stad i nordvästra Senegal. Den är administrativ huvudort för regionen Louga och hade 104 349 invånare vid folkräkningen 2013.